# Conte Casate
Conte Casate (né à Milan en Lombardie, Italie, alors dans le duché de Milan, et mort à Rome le 8 avril 1287) est un cardinal italien du XIIIe siècle.

## Biographie
Conte Casate est chanoine à Milan et auditeur de la rote romaine. 
Le pape Martin IV le crée cardinal lors du consistoire du 12 avril 1281. Casate est chargé de réviser la règle des franciscains.
Il participe au conclave de 1285, lors duquel Honorius IV est élu pape.